# Guarana
Guarana,  (znanstveno ime Paullinia cupana, portugalsko guaraná) je plazeča rastlina iz družine sapindovk (Sapindaceae). Izvira iz porečja Amazonke in je posebej razširjena v Braziliji. Ima značilne velike liste in socvetja. Znana je po svojem sadežu, ki je velikosti kavnega zrna. Kot prehransko dopolnilo se uporablja za poživitev energije – vsebuje dvakrat več kofeina, kot ga najdemo v kavnih zrnih (prb. 2-4,5% kofeina v semenih guarane v primerjavi z 1-2% v kavnih zrnih).

Kot pri ostalih rastlinah, ki vsebujejo kofein, tudi pri guarani visoka vsebnost kofeina služi kot obrambni mehanizem (toksin), ki odvrača patogene organizme od plodov in semen.
Sadež guarane je lahko rjave do rdeče barve in vsebuje črna semena, ki so delno prekrita z belim arilom. Omenjeni barvni kontrast je viden, če sadež razpolovimo. Ravno barvni kontrast, ki je mnogim ugajal, je bil povod za mnoge mite o guarani.

## Zgodovina in kultura
Beseda guarana izhaja iz portugalske besede guaraná, le-ta pa ima zametke v besedi warana v jeziku plemena Sateré-Maué.
Guarana igra pomembno vlogo v kulturi indijanskih plemen Tupa in Guarani. Po mitu, ki datira iz časa plemena Sateré-Maué, je domača guarana nastala po smrti ljubljenega vaškega otroka, ki ga je ubilo božanstvo. Z namenom, da bi vaščane pomirilo, je neko drugo, prijaznejše božanstvo vzelo otrokovo levo oko in ga zakopalo v gozdu. Tam je nato zrasla divja vrsta guarane. Božanstvo je vzelo tudi otrokovo desno oko in ga zakopalo v vasi, tam pa je nato zrasla domača guarana.
Pleme Guarani pripravi čaj iz guarane tako, da odstrani lupino, opere semena in jih nato potolče, dokler zmes ni podobna finemu prašku. Prašek nato zamesijo v testo in oblikujejo cilindre. Tako nastane kruh iz guarane ali t. i. »Brazilia coke«, ki se nato nadrobi in doda v vročo vodo skupaj s sladkorjem.
Rastlino je v 17. stoletju odkril oče Felip Betendorf, kmalu zatem so jo prinesli v Zahodno Evropo. Širše poznana je postala do l.1958.

## Sestava
V spodnji tabeli so zapisane nekatere kemijske snovi, ki se nahajajo v guarani.
| Snov                 | Del rastline | Ppm (parts per million) |
| -------------------- | ------------ | ----------------------- |
| Adenin               | seme         |                         |
| Kofein               | seme         | 9,100 - 76,000          |
| Katehutanska kislina | seme         |                         |
| Holin                | seme         |                         |
| D-katehin            | seme         |                         |
| Maščobe              | seme         | < 30,000                |
| Gvanin               | seme         |                         |
| Hipoksantin          | seme         |                         |
| Sluzi                | seme         |                         |
| Beljakovine          | seme         | < 98,600                |
| Smola                | seme         | < 70,000                |
| Saponini             | seme         |                         |
| Škrob                | seme         | 50,000 - 60,000         |
| Tanini               | seme         | 50,000 - 120,000        |
| Teobromin            | seme         | 200 - 400               |
| Teofilin             | seme         | 0 - 2500                |
| Timbonin             | seme         |                         |
| Ksantin              | seme         |                         |
| Pepel                | seme         | < 14,200                |

Glede na podatke, zbrane v Biološki magnetnoresonančni banki podatkov (Biological Magnetic Resonance Data Bank), je guaranin definiran kot edina kemijska snov v guarani. Guaranin je identičen kofeinu, pridobljenemu iz drugih virov, kot npr. kava, čaj in maté čaj. Guaranin, tein in matein so torej sinonimi za kofein, če definicije naštetih besed ne vsebujejo drugih lastnosti in kemijskih snovi svojih rastlinskih virov, razen lastnosti kofeina. Naravni viri kofeina vsebujejo poleg le-tega različne kompleksne mešanice ksantinskih alkaloidov, vključno s kardiotoničnima glikozidoma teofilinom in teobrominom ter drugimi snovmi, kot so polifenoli (ti tvorijo netopne komplekse s kofeinom).

## Uporaba
Guarano se dodaja sladkanim ali gaziranim pijačam in energijskom napitkom (t. i. energy shots). Je sestavina zeliščnega čaja, lahko jo vsebujejo tudi trdne farmacevtske oblike (kapsule). Južna Amerika v splošnem pridobi večino svojega kofeina iz guarane.

### Pijače
Brazilija, tretji največji porabnik brezalkoholnih pijač na svetu ,, proizvaja kar nekaj znamk brezalkoholnih pijač, ki vsebujejo ekstrakt guarane. Pijače z dodatkom guarane so v Braziliji celo presegle prodajo kokakole ,. Povzročijo lahko živčnost, ki jo povezujejo s pitjem kofeina.

### Kognitivni učinki
Ker je guarana bogata s kofeinom, ima velik vpliv na kognitivne procese. Pri podganah je povečala sposobnost kognitivnih procesov in fizično vzdržljivost v primerjavi s placebom.
V letu 2007 so s pilotno študijo na ljudeh  ocenjevali obnašanje oseb v odvisnosti od 4 različnih zaužitih odmerkov (37,5 mg, 75 mg, 150 mg in 300 mg) ekstrakta guarane. Spomin, budnost in razpoloženje so se povišali pri obeh nižjih odmerkih, kar je potrdilo prejšnje rezultate študije izboljšave pomnjenja v odvisnoti od 75 mg odmerka.

### Ostala uporaba in stranski učinki
V ZDA ima guarana status generally recognized as safe (GRAS).
Preliminarne raziskave so pokazale, da guarana vpliva na občutek, kdaj se telo nasiti. Neka študija je pokazala prb. 5,1 kg izgube telesne mase v 45 dneh pri skupini, ki je jemala mešanico mate-ja, guarane in damiane, v primerjavi z 1 kg izgube telesne mase pri placebo skupini. Čeprav ne moremo sklepati, da je učinke povzročila samo guarana, se ta študija razlikuje od druge, ki je pokazala, da guarana nima vpliva na telesno maso.
Ekstrakt guarane zmanjša agregacijo kunčjih trombocitov  do 37% pod spodnjo kontrolno mejo ter zmanjša sintezo tromboksana iz arahidonske kisline do 78% pod spodnjo kontrolno mejo. Ni še znano, če lahko tak vpliv na aktivnost trombocitov vodi do povečanega tveganja za srčni infarkt ali napade ishemije.

Ostale laboratorijske študije so pri kroničnem jemanju guarane pokazale antioksidativne in protibakterijske učinke ter vpliv na znižanje št. maščobnih celic pri miših (če je guarana kombinirana s konjugirano linolensko kislino).
Anekdota pravi, da lahko (individualno ali v kombinaciji s kofeinom in tavrinom) pretirana uporaba energijskih pijač, ki vsebujejo guarano, povzroča pri nekaterih ljudeh (epileptične) napade.